# Hyacinthoides reverchonii
Hyacinthoides reverchonii är en sparrisväxtart som först beskrevs av Árpád von Degen och Gabriel Marie Joseph Hervier-Basson, och fick sitt nu gällande namn av Franz Speta. Hyacinthoides reverchonii ingår i klockhyacintsläktet som ingår i familjen sparrisväxter. Inga underarter finns listade i Catalogue of Life.
Artens utbredningsområde anges som Spanien (Sierra de Cazorla).

## Bilder

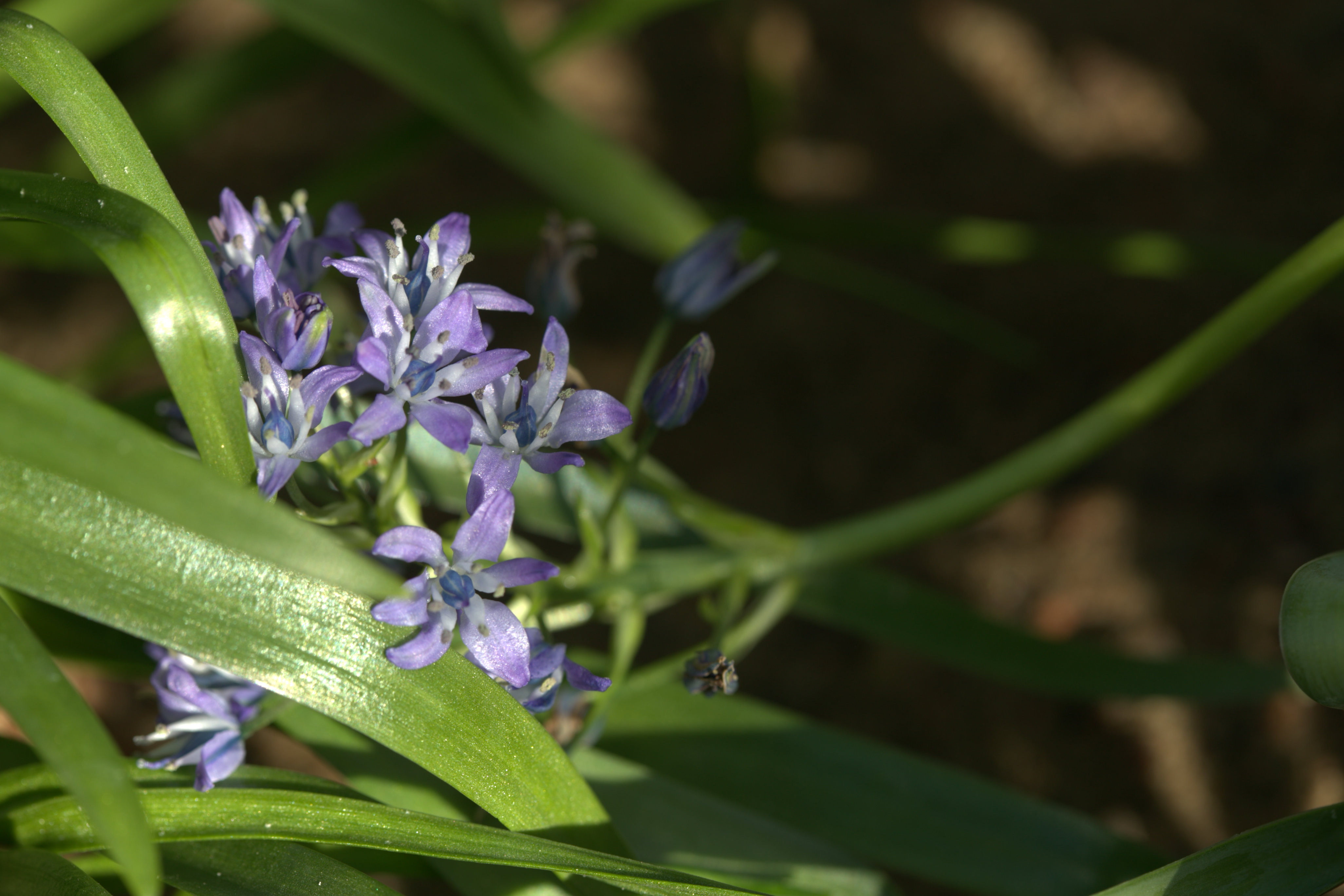
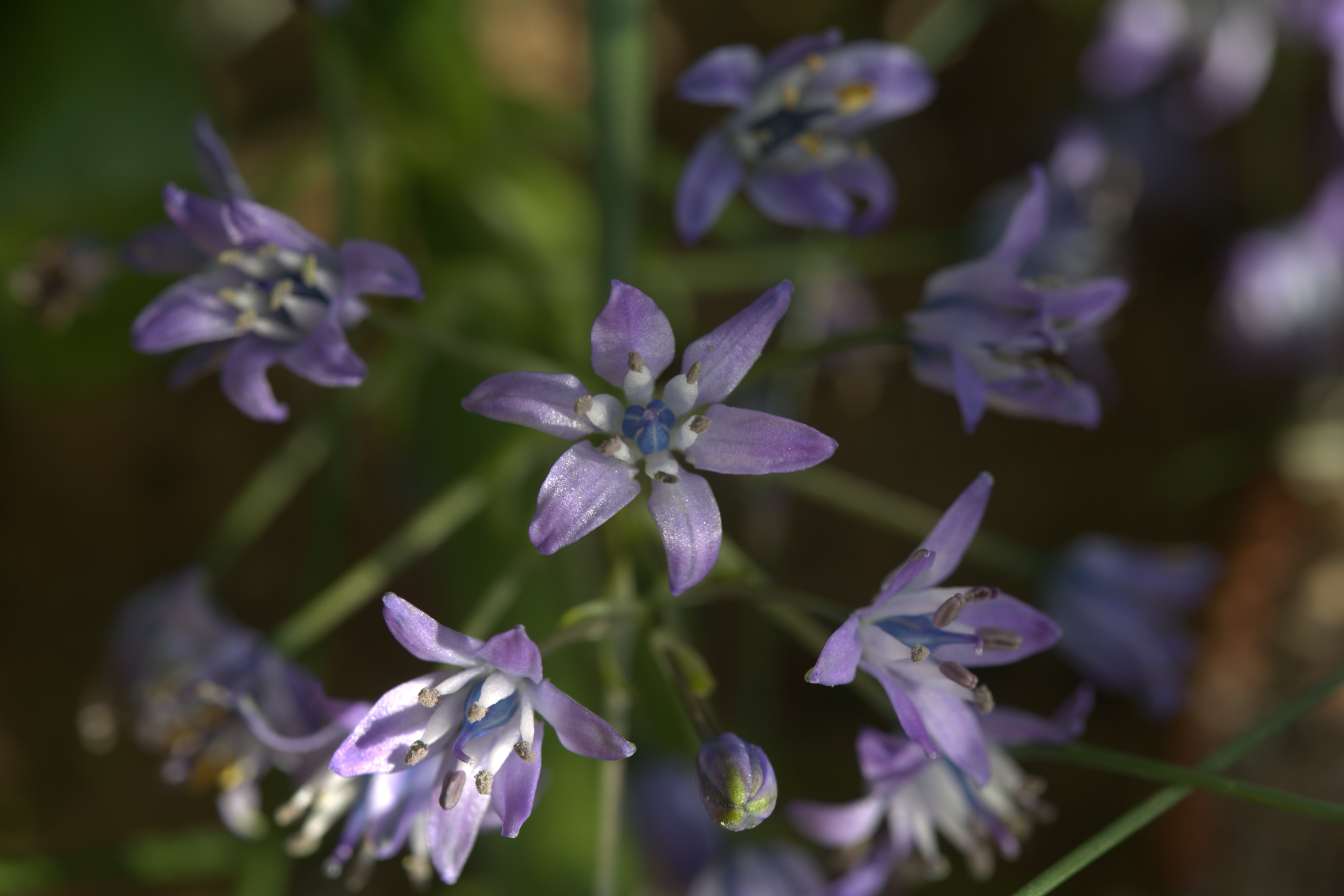
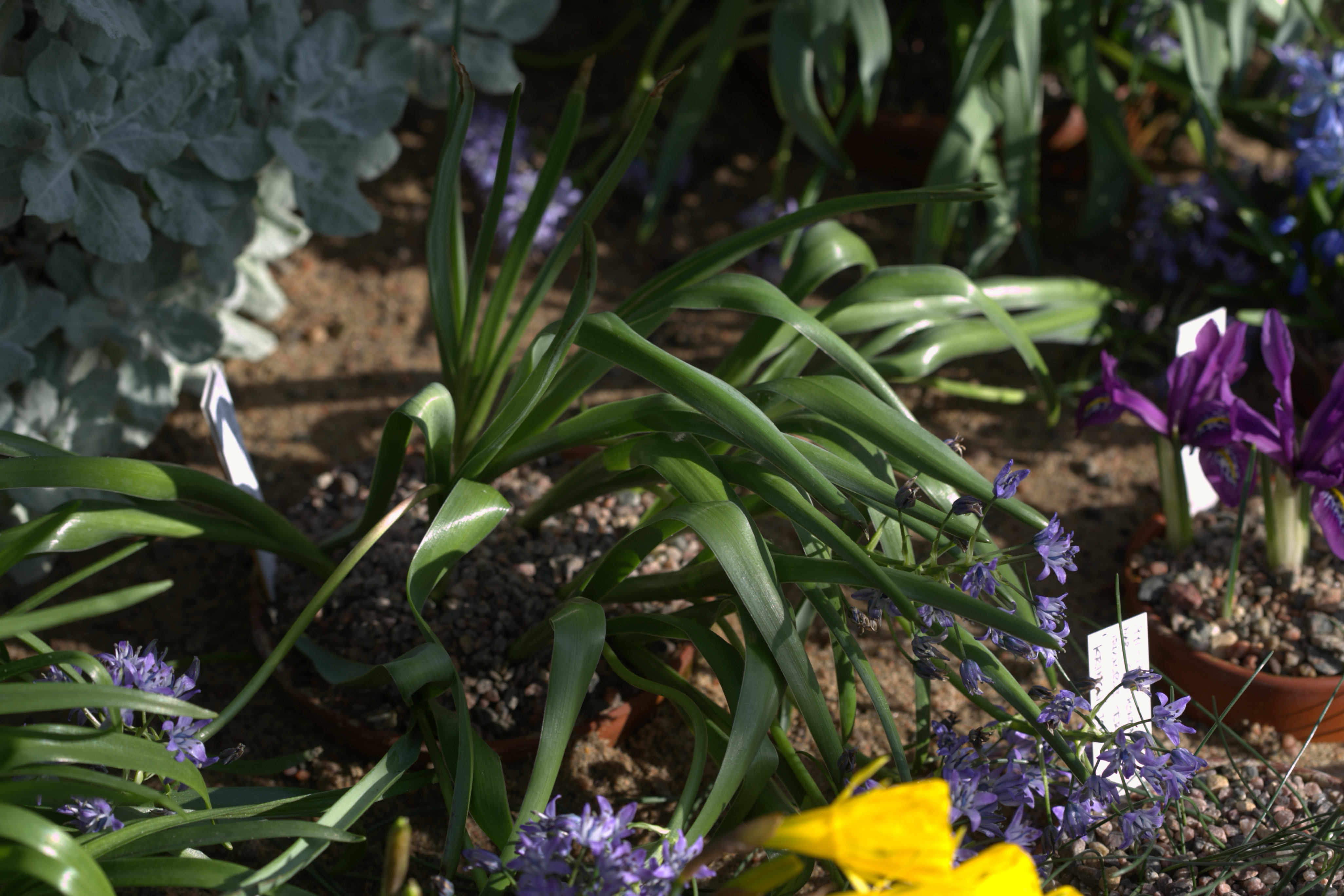